# Союз саамов
Союз саамов (северносаам. Sámiráđđi, норв. Samerådet, фин. Saamelaisneuvosto, англ. Saami Council) — международная общественная организация, объединяющая саамские организации тех стран, в которых проживают саамы — Норвегии, России, Финляндии и Швеции.
В литературе на русском языке встречается также другие названия организации — «Союз саами», «Совет саамов», «Совет саами».
Секретариат Союза Саамов находится в посёлке Утсйоки, административном центре одноимённого муниципалитета (общины) финской провинции Лаппи.

## Цели и задачи
Своей главной целью Союз считает защиту интересов и укрепление общности саамов как единого народа, ориентируясь на то, чтобы культурные, политические, экономические и социальные права саамского населения были закреплены как на законодательном уровне стран проживания, так на международной уровне — через соглашения отдельных государств и через международные общественные саамские организации.

## История
Основан 18 августа 1956 года на Второй Международная конференция саамов, проходившей в Карасйоке (Норвегия).
Организация, образованная в 1956 году, была названа «Союзом саамов северных стран». Официальное название было изменено на «Союз саамов» в 1992 году на 15-й Саамской конференции в Хельсинки, когда в Союз была принята саамская организация из России — «Ассоциация Кольских саамов», первая организация из-за пределов стран Северной Европы.

## Состав
Членами Союза саамов являются девять организаций:
Организации от Норвегии
- Ассоциация саамов Норвегии
- Ассоциация оленеводов-саамов Норвегии (норв. Norske Reindriftsamers Landsforbund)
- Народный саамский союз (норв. Samenes Folkeforbund)

Организации от России
- Ассоциация кольских саамов (АКС), бывшие члены Союза саамов от АКС: президент АКС Елена Семёновна Яковлева (Королёва) (2009—2013)[6], Нина Елисеевна Афанасьева (2005—2008)[7]).
- Общественная организация саамов Мурманской области (ООСМО) / Murmánskka guovllu Sámesearvi (OOSMO) (сев.-саам.), бывшие члены Союза саамов от ООСМО: заместитель председателя правления ООСМО Иван Яковлевич Матрёхин (2009—2013)[6], Александр Андреевич Кобелев (2005—2008)[7]).

Организации от Финляндии
- Центральная ассоциация саамов Финляндии (фин. Suoma sámiid guovddášsearvi)

Организации от Швеции
- Ассоциация саамов Швеции (швед. Svenska Samernas Riksförbund)
- Same Ätnam[швед.]
- Renägarförbundet[швед.]

Для участия в пленарных заседаниях организации-участницы Союза саамов избирают из числа своих членов 15 человек — пленарный состав Союза, утверждаемый Саамской конференцией. Каждая из организаций представлена в пленарном составе Союза Саамов по крайней мере одним делегатом; у каждого делегата есть заместитель.
Президиум (бюро) Союза состоит из пяти членов. На заседании президиума (бюро), которое состоялось в шведском Умео 14—15 марта 2009 года, президентом (председателем президиума) был избран Mattias Åhrén, представитель Svenska Samernas Riksförbund / Sámiid Riikkasearvi (SSR). Остальные члены президиума были избраны вице-президентами (заместителями председателями). Один из вице-президентов (заместитель председателя) Союза саамов — Иван Матрёхин. Другие три вице-президента — Inger-Anne Äärelä, Eva Aira и Olav Mathis Eira.

## Международная деятельность
Союз принимает активное участие в международной деятельности, в том числе в работе Организации Объединённых Наций, особенно в работе Постоянного Форума по вопросам коренных народов.
Участвует в работе Арктического совета, имея в этой организации статус постоянного участника.
С 1985 года присуждается Почётная премия Союза саамов, вручаемая раз в четыре года на Международной саамской конференции лицу, организации, ассоциации или учреждению, которые осуществляют деятельность во благо саамского народа.

## XX саамская конференция
Новый состав Союза саамов (на 2013—2017 годы) был определён по итогам XX саамской конференции, которая прошла со 2 по 4 мая 2013 года в Мурманске. От Ассоциации Кольских саамов в Союз Саамов вошла Татьяна Егорова (её заместитель — Майя Пирогова), от Общественной организации саамов Мурманской области — Андрей Данилов (его заместитель — Наталья Гаврилова).

## Почётная премия Союза саамов
В 1985 году Союзом саамов учреждена Почётная премия Союза саамов (англ. Saami Council Honorary Award). Она вручается один раз в четыре года (с 1985 по 2000 год — ежегодно) на Международной саамской конференции лицу, организации, ассоциации или учреждению, которые осуществляют деятельность во благо саамского народа.